# Huracán Barry (1983)
El Huracán Barry fue el cuarto ciclón, segunda tormenta y segundo huracán de la Temporada de huracanes en el Atlántico de 1983. Afectó a Florida y Texas, pero no causó víctimas fatales. Barry tocó tierra en Florida después de formarse el 22 de agosto. La tormenta se movió hacia el oeste, fortaleciéndose hasta convertirse en huracán y golpeando la frontera de Texas y México el 28 de agosto. Después de esto Barry se disipò, dejando lluvias moderadas en Florida y poca e incluso ninguna precipitación en Texas.